# Вадок (посёлок станции)
Вадо́к — посёлок станции в Вадском муниципальном округе Нижегородской области.

## Название
По местной речке Вадок. 

## География
Находится на юге центральной части Нижегородской области на расстоянии примерно 5 км на восток от села Вад, административного центра района.

### Климат
Климат характеризуется как умеренно континентальный, с тёплым летом и холодной продолжительной зимой. Среднегодовая температура — 3,2 °C. Средняя температура воздуха самого тёплого месяца (июля) — 18,8 °C (абсолютный максимум — 37 °C); самого холодного (января) — −12,4 °C (абсолютный минимум — −43 °C). Безморозный период длится 133 дня. Среднегодовое количество атмосферных осадков составляет 430 мм, из которых 326 мм выпадает в период с апреля по октябрь. Устойчивый снежный покров устанавливается в конце октября — начале ноября и держится около 140 дней.

## История
До 2020 года входил в состав Лопатинского сельсовета.

## Население
| 1999 | 2002 | 2010 |
| ---- | ---- | ---- |
| 16   | ↘14  | ↘6   |

Постоянное население составляло 14 человек (русские 93%) в 2002 году, 6 в 2010.

## Инфраструктура
Основа экономики — обслуживание путевого хозяйства Горьковской железной дороги.

## Транспорт
Развит железнодорожный транспорт. 
Станция Вадок. 